# UTC-5
UTC-5 è un fuso orario, in ritardo di 5 ore sull'UTC. Rappresenta geograficamente l'ora degli Stati Uniti orientali.

## Zone
È utilizzato nei seguenti territori:
- Bahamas
- Brasile
  -  Acre
  -  Amazonas (13 comuni più occidentali)
- Canada:
  - isole orientali del Nunavut
  -  Ontario (tutto tranne l'estremo nord-ovest)
  -  Québec (tutto tranne le Isole della Maddalena e l'estremo est della Basse-Côte-Nord del San Lorenzo)
- Colombia
- Cuba
- Ecuador (eccetto le isole Galapagos)
- Giamaica
- Haiti
- Messico
  - Quintana Roo
- Panama
- Perù
- Regno Unito:
  -  Isole Cayman
  -  Turks e Caicos
- Stati Uniti:
  -  Carolina del Nord
  -  Carolina del Sud
  -  Connecticut
  -  Delaware
  -  Florida (tranne l’estremità occidentale)
  -  Georgia
  -  Indiana (tranne le estremità occidentali)
  -  Kentucky (la metà orientale)
  -  Maine
  -  Maryland
  -  Massachusetts
  -  Michigan (tranne l’estremità occidentale)
  -  New Hampshire
  -  New Jersey
  -  New York
  -  Ohio
  -  Pennsylvania
  -  Rhode Island
  -  Tennessee (solo l’estremità orientale)
  -  Vermont
  -  Virginia
  -  Virginia Occidentale
  -  Distretto di Columbia

## Geografia
In teoria UTC-5 corrisponde a una zona di longitudine compresa tra 82,5° W e 67,5° W e l'ora utilizzata corrispondeva all'ora solare media del 75º meridiano ovest, riferimento integrato nell'UTC nel 1972.
In Canada e negli Stati Uniti il fuso orario è chiamato Eastern Standard Time (EST) in inglese oppure Heure normale de l'Est (HNE) in francese. È quindi l'Ora di New York, trovandosi l’enorme megalopoli proprio a ridosso del meridiano fondamentale del fuso.

## Ora legale
Tra le zone di UTC-5 che adottano l'ora legale ci sono le Bahamas, il Canada (tranne un'isoletta del Nunavut), Cuba, Haiti, gli Stati Uniti e le isole Turks e Caicos, che passano a UTC-4.
Reciprocamente, le zone a UTC-6 che osservano l'ora legale, tutte nel Nordamerica tranne l’isola di Pasqua, passano a UTC-5.